# 布济
布济（法語：Bouzy，法語發音：[buzi]）是法国马恩省的一个市镇，位于该省中部偏西北，属于埃佩尔奈区。

## 地理
布济（49°4'46"N, 4°8'49"E）面积6.26 平方千米，位于法国大東部大區马恩省，该省份为法国东北部内陆省份，北起阿登省，西北接埃纳省，西南接塞纳-马恩省，南至奥布省，东南接上马恩省，东临默兹省。
与布济接壤的市镇（或旧市镇、城区）包括：昂博奈、瓦勒德利夫尔、马恩河畔图尔。

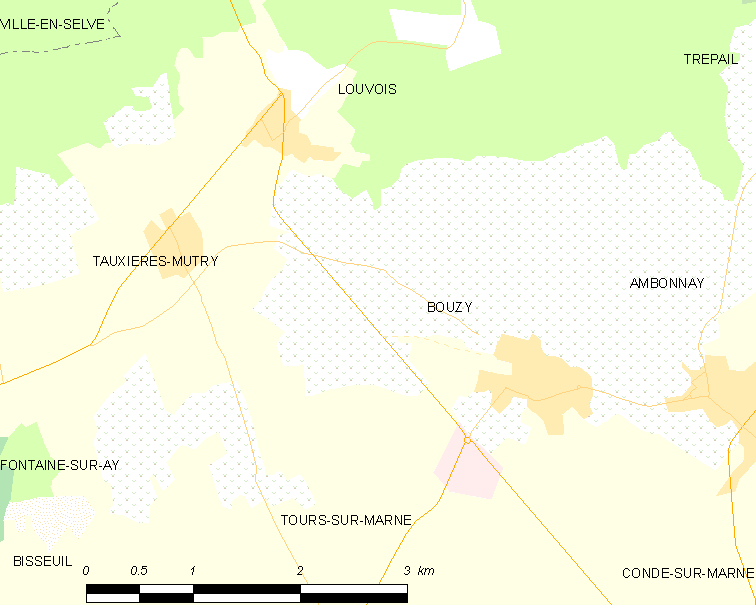
布济的OSM定位图

布济的时区为UTC+01:00、UTC+02:00（夏令时）。

## 行政
布济的邮政编码为51150，INSEE市镇编码为51079。

## 政治
布济所属的省级选区为埃佩尔奈第一县。

## 人口

1962-2008年间布济人口变化图示

布济于2022年1月1日时的人口数量为833人。